# Leone Strozzi
Leone Strozzi (1515–1554) (* Florença, 15 de Outubro de 1515 † Scarlino, 28 de Junho de 1554) foi um condottiero italiano pertencente à famosa família florentina dos Strozzi. Atuou também como diplomata da Ordem de Malta em Constantinopla e almirante da marinha francesa. Participou, ao lado dos franceses, na luta contra os Medici, tendo falecido devido a ferimentos que sofreu durante o assédio de Scarlino.

## Biografia

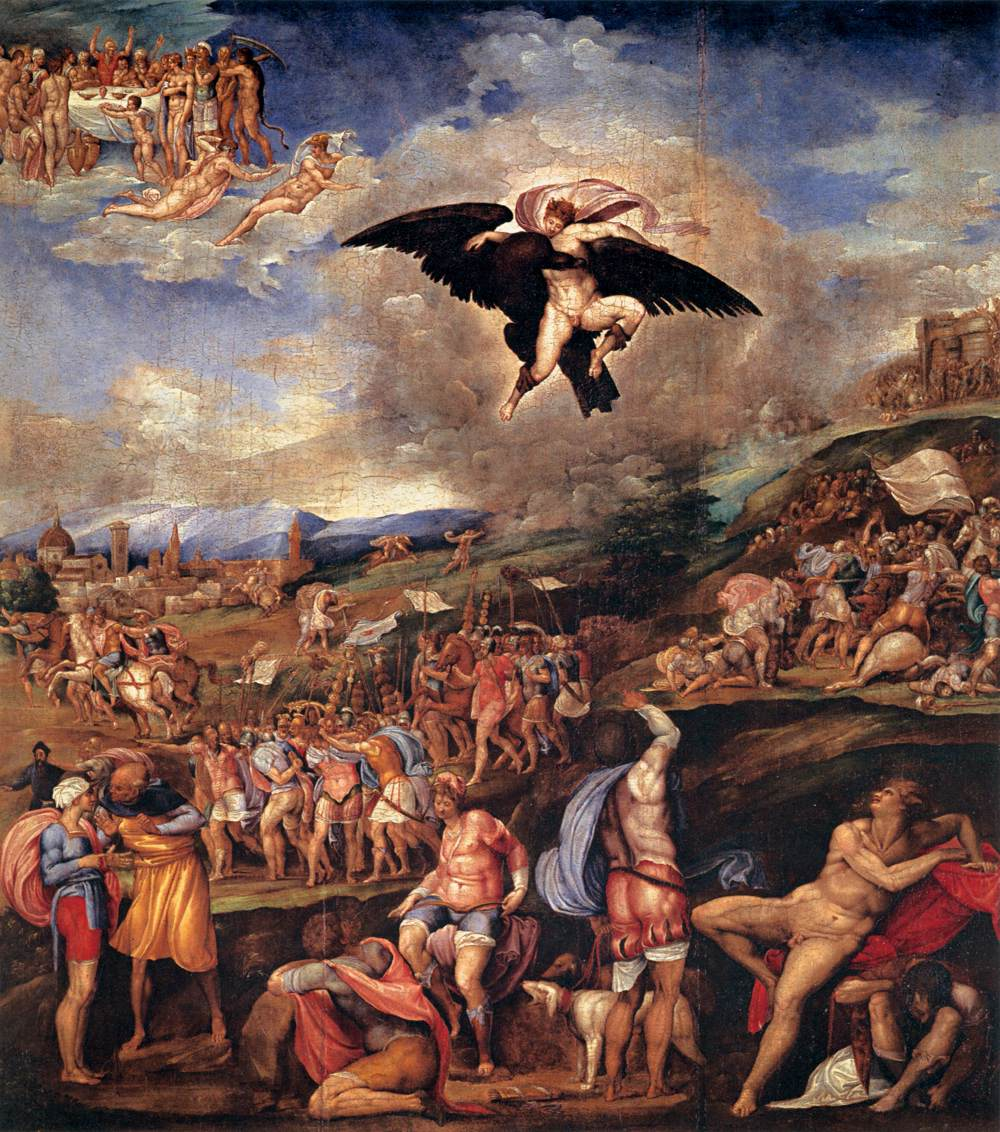
A Batalha de Montemurlo e o Rapto de Ganímedes,
quadro de Battista Franco Veneziano (1510-1560)

Era filho de Filippo Strozzi, o Jovem (1489-1538) e de Clarice de' Medici (1493-1528). Era irmão de Piero Strozzi (1510-1558), Roberto Strozzi (1512-1566) e Lorenzo Strozzi (1513-1571). Em 1528, decidiu se vingar da proposta indecente feita por Girolamo Salviati à sua irmã Luigia Strozzi, Leone não hesitou em lavar com sangue a ofensa, apunhalando Salviati na Praça das Bolas Depois da derrota que resultou na morte de seu pai na Batalha de Montemurlo, Strozzi fugiu com seus irmãos para a França, na corte de Catarina de Médici (1519-1589). Mais tarde, combateu Cósimo de' Medici (1519-1574) em Siena, sendo novamente derrotado.
Em 1530, Strozzi tornou-se Cavaleiro da Ordem de Malta, e prior na cidade de Cápua e comendador da Igreja de San Jacopo in Campo Corbolini. Em 1536, foi nomeado comandante das galeras da Ordem, cargo que ocupou novamente em 1552. Com a morte de seu pai, quis prosseguir na sua ação contra os Médici, tornando-se aliado dos franceses em contraposição à política imperial de Cósimo de Medici. Em 1544, foi nomeado embaixador da Ordem de Malta em Constantinopla. Foi também comandante de guerra da marinha de guerra francesa. Distinguiu-se em inúmeras campanhas militares nas guerras contra a Espanha e a Inglaterra. Em agosto de 1547 capturou o Castelo de Santo André na Escócia de alguns proprietários de terras protestantes do condado de [Fife]] que haviam matado o arcebispo David Beaton (1494-1546). Os protestantes sabiam que um especialista estava no campo, ao observarem que um canhão estava sendo içado com cordas ao invés de  atacar os sitiantes com fogo.
Strozzi morreu durante o cerco de Scarlino, na Toscana, num combate mal sucedido entre a República de Siena contra Florença e o Sacro Império Romano, alvejado por uma bala de arcabuz.